# السیال، دیر الزور
السیال (به عربی: السیال) یک منطقهٔ مسکونی در سوریه است که در استان دیر الزور واقع شده‌است. السیال ۱۴٬۳۹۲ نفر جمعیت دارد.